# Йохан Албрехт фон Ламберг
Йохан Албрехт фон Ламберг (на немски: Johann Albrecht von Lamberg; * 1584; † 14 април 1650) е фрайхер от род Ламберг от Каринтия и Крайна, господар на Отенщайн във Валдфиртел в Долна Австрия.

## Произход и титли
Той е най-малкият син на фрайхер Зигизмунд фон Ламберг (1536 – 1619), главен ландщалмайстер в Крайна, и втората му съпруга Анна Мария фон Мегау, дъщеря на фрайхер Фердинанд Хелфрих фон Мегау (1533 – 1585) и Урсула Гингер. Роднина е на Кристоф фон Ламберг († 1579), епископ на Зекау. Полубрат е на Йохан Якоб фон Ламберг († 1630), епископ на Гурк и Ламберг (1603 – 1630), на Карл фон Ламберг († 1612), архиепископ на Прага (1606/1607 – 1612), и на Георг Зигизмунд фон Ламберг-Ортенег-Отенщайн-Щайер (1568 – 1630/1631), фрайхер на Ортенег-Отенщайн, бургграф на Щайер, инколат на Бохемия 1607 г.
Фамилията Ламберг купува през 1536 г. замък Отенщайн, през 1544 г. е издигната на фрайхер и започва да се казва „фрайхер фон Ортенег и Отенщайн“, през 1667 г. става граф.
Синовете на Йохан Албрехт са издигнати на имперски граф във Виена на 10 ноември 1667 г.
- Дворец Ламберг в Щирия
- Замък Отенщайн

## Фамилия
Първи брак: с Маргарета фон Хайсберг. Бракът е бездетен.
Втори брак: на 28 януари 1615 г. с фрайин Анна Катарина фон Кюенбург († 5 ноември 1629), дъщеря на фрайхер Йохан Якоб фон Кюенбург и Мария Сабина Пьол фон Ланщайн. Те имат седем деца:
- Якоб-Еренрайх (* 1616; † 9 май 1625)
- Йохан Франц фон Ламберг (* 27 февруари 1618; † 15 април 1666, Виена), женен на 26 ноември 1647 г. за Мария Констанция фон Квестенберг (* 25 март 1624, Прага; † 17 юни 1687, Виена), дъщеря на Герхард фон Квестенберг II (1586 – 1646) и фрайин Фелицитат (Мария) Унтерхолцер фон Кранихберг; имат седем деца
- Мария Анна (*1620; † млада)
- Кристина Барбара (* 15 декември 1622; † сл. 1 август 1650)
- Маргарета (* 6 април 1624)
- Анна Катарина (* 1625; † сл. 5 март 1671), омъжена на 3 юли 1651 г. за граф Йохан Вайкхарт фон Ламберг цу Ротенбюхел († 1689)
- Йохан Зигизмунд Алберт фон Ламберг (* 1627; † 3 декември 1690), издигнат на имперски граф във Виена на 10 ноември 1667 г., женен I. на 4 март 1658 г. за Маргарета Гейман († 5 март 1671), II. за Анна Поликсена фон Хайсенщайн († сл. 6 октомври 1687); бездетен

Трети брак: на 22 април 1630 г. в Отенщайн с Елизабет фон Шифер. Те имат седем деца:
- Мария Поликсена (* 1631), омъжена за Георг Зигизмунд фон Шпангенщайн
- Йохан Албрехт II фон Ламберг-Щокерау „Младия“ (* 1634; † 1 март 1683), издигнат на имперски граф във Виена на 10 ноември 1667, женен 1653 г. за Йохана Барбара фон Опел († 20 май 1704); имат пет деца
- Йохан Бернхард (* 1635; † 1658)
- Йохан Георг фон Ламберг (* 1636; † 1692), издигнат на имперски граф във Виена на 10 ноември 1667, женен за Клара Елизабет фон Лайсер (* 1638; † 22 февруари 1709), дъщеря на фрайхер Фердинанд Рудолф фон Лайсер цу Кронег; бездетен
- Мария Елизабет († млада)
- Анна Елизабет († млада)
- Сабина Маргарета († млада)